# Athletic Bilbao
Athletic Club (tiếng Basque: Bilboko Athletic Kluba; tiếng Tây Ban Nha: Athletic Club de Bilbao), thường được gọi là Athletic trong nước và  thường được gọi là Athletic Bilbao ở nước ngoài, là một câu lạc bộ bóng đá chuyên nghiệp Tây Ban Nha, có trụ sở ở thành phố Bilbao, tỉnh Biscay và được thành lập vào năm 1898. Athletic Bilbao đang tham dự giải bóng đá vô địch quốc gia Tây Ban Nha (La Liga).
Athlectic Bilbao là câu lạc bộ giàu truyền thống thứ ba tại Tây Ban Nha sau Real Madrid CF và F.C. Barcelona với 8 lần vô địch La Liga và Cúp Nhà vua Tây Ban Nha 24 lần. Cùng với Barcelona và Real Madrid, Athletic Bilbao chưa bao giờ xuống hạng. Sân nhà của Athletic Bilbao là sân vận động San Mamés với sức chứa 53.289 người.
Câu lạc bộ bóng đá nữ Athletic Bilbao cũng đồng thời giành được 4 chức vô địch giải bóng đá nữ chuyên nghiệp Tây Ban Nha (Primera División Femenina).
Athletic Bilbao là đối thủ "không đội trời chung" với Real Sociedad và Real Madrid CF. Trong đó, trận Derby xứ Basque giữa Athletic Bilbao và Real Sociedad là một trong những trận derby lâu đời nhất trong lịch sử bóng đá thế giới.

## Lịch sử

### Bilbao FC, Athletic Club và Câu lạc bộ Bizcaya

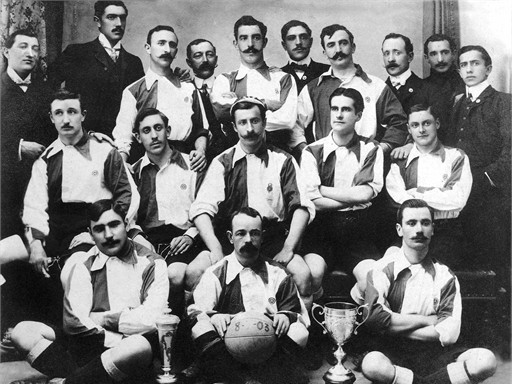
Athletic Club cùng với chiếc cúp Copa Del Rey đầu tiên vào năm 1903

Bóng đá đến với thành phố Bilbao bởi hai con đường riêng biệt, cả hai đều gắn liền đến nước Anh. Công nhân nhà máy Thép, nhà máy đóng tàu Anh và sinh viên Basque trở về từ trường học ở Anh đã đem bóng đá tới Bilbao. Vào cuối thế kỷ 19, Bilbao là một thành phố cảng hàng đầu của khu vực công nghiệp quan trọng với các mỏ sắt và nhà máy đóng tàu. Đó là động lực thúc đẩy nền kinh tế Tây Ban Nha và kết quả là thu hút nhiều lao động nhập cư. Trong số đó có thợ mỏ từ phía Đông Bắc nước Anh, và công nhân nhà máy đóng tàu từ Southampton, Portsmouth và Sunderland. Các công nhân Anh đã mang bóng đá tới Tây Ban Nha theo họ. Trong những năm 1890 những công nhân này thành lập Câu lạc bộ Bilbao (Bilbao Football Club).
Trong khi đó, các sinh viên Basque qua lớp đào tạo đã thực hiện cuộc hành trình ngược lại. Họ đến Anh để nghiên cứu công trình dân dụng và thương mại. Trong thời gian ở Vương quốc Anh, các sinh viên nắm bắt và bắt đầu quan tâm đến bóng đá, sau đó, trên đường trở về Bilbao, họ sắp xếp một trận đấu với nhóm công nhân người Anh. Năm 1898, sinh viên thuộc Gymnasium Zamacois thành lập Athletic Club, tên đội sử dụng ngôn ngữ Anh. Năm 1901 một cuộc họp đã được tổ chức tại Cafe Garcia, nhiều quy tắc và quy định chính thức được thông qua. Năm 1902 hai CLB Bilbao đã thành lập một câu lạc bộ liên kết hai câu lạc bộ với nhau, được gọi là Bizcaya, trong lần đầu tiên xuất hiện tại Copa del Rey. Họ trở về với chiếc cúp sau khi đánh bại FC Barcelona trong trận chung kết. Điều này dẫn đến việc sáp nhập của hai câu lạc bộ, trở thành một Athletic Club thống nhất vào năm 1903. Cũng trong thời gian đó, sinh viên Basque cũng thành lập Athletic Club Madrid. Câu lạc bộ này sau đó phát triển thành Atlético Madrid. Ngày thành lập của câu lạc bộ là một chủ đề gây tranh cãi của giới chuyên môn. Câu lạc bộ tuyên bố năm thành lập là năm 1898, nhưng những người khác cho rằng năm 1901 hay 1903 mới là năm thành lập của câu lạc bộ.

### Lần đầu tham dự La Liga
Athletic Bilbao không phải đội bóng Basque duy nhất đại diện cho xứ Basque năm 1920. Các câu lạc bộ khác như Real Unión, Arenas Club de Getxo và Real Sociedad cũng tham gia La Liga. Bốn câu lạc bộ là thành viên tham gia La Liga vào năm 1928 và tới năm 1931 CD Alaves gia nhập La Liga, trở thành câu lạc bộ thứ năm. Điều này có nghĩa là năm trong số mười câu lạc bộ ở Primera División - giải đấu quốc gia Tây Ban Nha đến từ xứ Basque. Câu nói "Con cantera y afición, no hace falta importación", dịch là "Với những đội bóng quê hương và người hâm mộ, không cần thiết phải nhập khẩu thêm gì nữa".

### Kỉ nguyên Fred Pentland
Mùa giải 1930-31, Athletic Bilbao vô địch La Liga.
Năm 1921, một huấn luyện viên mới đến với câu lạc bộ là Fred Pentland, từ Racing de Santander. Năm 1923, ông đã dẫn dắt câu lạc bộ giành chiến thắng tại Copa del Rey. Ông đã cách mạng hóa cách chơi, bằng cách sử dụng lối chơi chuyền ngắn. Năm 1927, ông rời Athletic và dẫn dắt Athletico Madrid, Real Oviedo và tuyển quốc gia Tây Ban Nha. Năm 1929, ông trở lại Athletic và sau đó ông đã dẫn dắt Athletic vô địch La Liga / Copa del Rey hai lần liên tiếp vào các năm 1930 và 1931. Câu lạc bộ giành Copa del Rey bốn lần liên tiếp từ 1930 đến 1933, và họ cũng là Á quân La Liga trong năm 1932 và 1933. Năm 1931, Athletic Bilbao hủy diệt FC Barcelona 12-1, thất bại tồi tệ nhất trong lịch sử FC Barcelona.

### Atlético Bilbao
Năm 1941, câu lạc bộ đổi tên thành Atlético Bilbao, sau một nghị định ban hành bởi Franco, cấm sử dụng tên ngôn ngữ ngoài ngôn ngữ Tây Ban Nha và tháo dỡ các chính sách cũng như chỉ cho phép cầu thủ gốc Basque trong đội. Cùng năm đó, Telmo Zarra ra mắt lần đầu tiên. Trong 13 mùa giải tiếp theo, ông đã ghi 294 bàn thắng trong trên mọi mặt trận cho Atlético, thêm 20 bàn cho tuyển quốc gia Tây Ban Nha trong nhiều trận đấu. 38 bàn thắng trong mùa giải 1950-51 là một kỷ lục trong vòng 60 năm trước khi bị phá vỡ bởi Lionel Messi. Một cầu thủ vĩ đại khác thời đại này là José Luis Panizo. Năm 1943, câu lạc bộ giành cú đúp danh hiệu Liga / Copa del Generalísimo và sau đó họ vẫn giữ được danh hiệu vô địch Copa del Rey trong cả hai năm 1944 và 1945. Trong những năm đầu thập niên 1950, câu lạc bộ là một bức tranh bao gồm các huyền thoại Zarra, Panizo, Rafa Iriondo, Venancio, và Agustín Gaínza. Họ đã giúp câu lạc bộ giành chiến thắng tại Copa del Generalísimo vào năm 1950. Sự xuất hiện của HLV Ferdinand Daučík càng cải thiện sức mạnh của câu lạc bộ. Ông đã giúp đội bóng giành cú đúp khác trong năm 1956 và hơn nữa là giành hai Copa del Generalísimo vào năm 1955 và 1958. Năm 1956, câu lạc bộ cũng đã lần đầu tiên xuất hiện ở Cup châu Âu, nhưng bị Manchester United đánh bại.
Điều giúp câu lạc bộ thành công trong những năm 1930, năm 1940 và 1950 là những quy định nghiêm ngặt đối với cầu thủ nước ngoài. Trong hầu hết các trường hợp câu lạc bộ chỉ có thể có ba cầu thủ nước ngoài trong đội hình của mình, có nghĩa là ít nhất tám cầu thủ địa phương chơi trong mọi trận đấu. Trong khi Real Madrid và FC Barcelona phá vỡ những quy tắc này bằng cách sử dụng các cầu thủ công dân kép (có hai quốc tịch) như Alfredo Di Stéfano, Ferenc Puskás, José Santamaria và Ladislao Kubala, Athletic tuân thủ nghiêm ngặt chính sách Cantera của họ, mặc dù vậy chính sách lộ rõ sự thiếu linh hoạt. Những năm 1960, Real Madrid quá mạnh và chiếm ưu thế ở Tây Ban Nha, Atletico Bilbao chỉ có duy nhất một Copa del Rey giành được vào năm 1969. Giống như các đội bóng quốc tế khác, câu lạc bộ đã sử dụng quy tắc "Thế hệ trong gia đình", cho phép tuyển một số cầu thủ gốc Basque. Điều này cho phép Armando Merodio - người sinh ở Barcelona có cha mẹ gốc Basque, chơi cho câu lạc bộ. Trong những năm 1960, các cầu thủ khác như Jesús María Pereda, Miguel Jones, và José Eulogio Gárate đã bị bỏ qua. Mặc dù không ai trong số họ gốc Basque, cả ba chỉ lớn lên ở Basque nhưng được phân loại là cầu thủ gốc Basque; Gárate thậm chí có cha mẹ gốc Basque.
Năm 1960 chứng kiến sự xuất hiện của một huyền - thoại Athletic José Ángel Iribar. Những năm 1970, thành tích của câu lạc bộ không tốt hơn là bao với chỉ duy nhất một Copa del Rey giành được trong năm 1973. Trong tháng 12 năm 1976, trước một trận đấu với Real Sociedad, Iribar và đội trưởng Inaxio Kortabarria của Sociedad, mang Ikurriña - cờ xứ Basque cờ và đặt nó để thực hiện nghi thức tại vòng tròn giữa sân. Đây là lần đầu tiên lá cờ này được công khai kể từ cái chết của Francisco Franco. Năm 1977, câu lạc bộ đạt vào chung kết UEFA Cup, chỉ thua trên sân khách trước Juventus. Đến nay, câu lạc bộ sử dụng tên Athletic Bilbao.

### Thời đại Bielsa
Trước khi bắt đầu mùa giải 2011-12, các thành viên của Câu lạc bộ Athletic Bilbao tổ chức cuộc bầu cử chủ tịch, chủ tịch đương nhiệm Fernando García Macua bị đánh bại bởi cựu cầu thủ phục vụ lâu dài cho câu lạc bộ trước kia Josu Urrutia. Một trong những cam kết mà Urrutia đã thực hiện là mang lại cựu Argentina và Chile - HLV trưởng Marcelo Bielsa dẫn dắt câu lạc bộ. Joaquín Caparrós rời câu lạc bộ với hợp đồng đã hết hiệu lực, ông đã cải thiện đáng kể tầm vóc của Athletic Bilbao. Bielsa gia nhập đã mang đến danh tiếng của việc sử dụng đội hình và chiến thuật độc đáo, và thiết lập thay đổi sao cho phù hợp với câu lạc bộ. Một số cầu thủ đã bắt đầu chơi ở vị trí không quen thuộc, bao gồm cả nhà vô địch World Cup - tiền vệ Javi Martínez, những người được sử dụng như một trung vệ và Óscar de Marcos, người dù đã được biết đến như một tiền vệ đã được sử dụng hậu vệ cánh trái. Kết quả bước đầu không được tốt và bản hợp đồng mới Ander Herrera bị chấn thương. Các cầu thủ bắt đầu điều chỉnh để thay đổi. Sau một chiến thắng trên sân của Real Sociedad, Athletic Bilbao có một quãng thời gian thăng hoa vào mùa thu trong đó bao gồm các chiến thắng trước Paris Saint-Germain, CA Osasuna và Sevilla FC cũng như hòa Valencia CF và FC Barcelona. Câu lạc bộ cũng vượt qua vòng bảng Europa League và đánh bại Lokomotiv Moskva ở vòng 32 đội.
Athletic sau đó làm nên chiến thắng 3-2 trước Manchester United trong trận lượt đi tại Old Trafford, họ tiếp tục đánh bạn đội bóng 3 lần vô địch châu Âu và loại họ khỏi giải đấu với một chiến thắng ấn tượng 2-1 trên sân nhà. Fernando Llorente và Oscar de Marcos ghi bàn trong cả hai lượt trận. Trong trận tứ kết lượt đi, họ đụng độ FC Schalke 04 của Đức và chiến thắng trận lượt đi 4-2, mặc dù bị dẫn 2-1 tới phút 72 khi Raul lập cú đúp. Athletic tiếp tục hòa trận lượt về gặp Schalke 2-2, để vào bán kết Europa League đối mặt với Sporting Lisbon. Athletic thua trận lượt đi ở Bồ Đào Nha 2-1 sau khi vượt lên dẫn trước, nhưng họ đã đánh bại Sporting 3-1 trên sân nhà bằng bàn thắng của Markel Susaeta,Ibai Gómez và Fernando Llorente ở phút 89 khiến khán giả nhà bùng nổ. Họ hiên ngang vào chung kết, 4-3 chung cuộc.
Trong trận chung kết cúp châu Âu chính thức đầu tiên của họ từ năm 1977, Athletic không thể duy trì mạch chiến thắng cũng như dành danh hiệu Cúp châu Âu sau 28 năm chờ đợi khi họ thua Atletico Madrid 3-0 nhờ sự tỏa sáng của Radamel Falcao. Trận chung kết diễn ra vào ngày 09 tháng 5 năm 2012 tại Arena Naţională ở Bucharest, Romania.
Mặc dù suy sụp bởi thất bại này, vẫn còn có một cơ hội khác cho Athletic Club để đòi vinh quang với một lối chơi tích cực và kết quả của mùa giải đầu tiên không thể nói trước được điều gì. Sau khi đạt Copa del Rey 2012, đánh bại CD Mirandés, Athletic phải đối mặt với gã khổng lồ FC Barcelona, đội bóng tỏ ra vượt trội về đẳng cấp so với Athletic và kết quả là 3-0 nghiêng về phía Barcelona. Tuy nhiên, việc trở thành Á quân Copa de Rey có nghĩa là Athletic đủ điều kiện tham dự UEFA Europa League, mặc dù họ kết thúc mùa giải ở vị trí thứ 10.
Trước khi bắt đầu mùa giải 2012-13, Athletic đã trải qua một khoảng thời gian với một số xáo trộn. Sau khi gây ấn tượng tại Europa League, rất nhiều cầu thủ hàng đầu (theo truyền thông đồn) đã được các câu lạc bộ ở Anh, Ý và Đức nhòm ngó, và họ có thể cung cấp mức lương cao hơn và còn có thể được thi đấu ở Champions League. Trong đó, tiền đạo Fernando Llorente, người có hợp đồng đã gần kết thúc, không đồng ý một bản hợp đồng mới mới do nhu cầu tăng lương của mình (bị cáo buộc cao hơn nhiều so với mức trung ở câu lạc bộ, nhưng ít hơn so với một số tiền đạo hàng đầu khác ở những giải đấu khác). Và khi vị trí của mình bị lung lay, Javi Martínez muốn ra đi. Với tình hình tài chính của câu lạc bộ tương đối tốt và với một số trường hợp, nếu có, họ có những thay thế có sẵn dựa theo chính sách Basque của họ, Athletic có lập trường cứng rắn về vấn đề này, bất kỳ cầu thủ muốn rời khỏi sẽ phải đáp ứng điều khoản hợp đồng mua đứt. Martinez đã làm như vậy, gia nhập Bayern Munich trước thời hạn chuyển giao sau khi cầu thủ và đội bóng Đức đã đồng ý một thỏa thuận để tài trợ cho các khoản giá trị €40m, bất chấp sự từ chối của Athletic. Llorente thất bại trong việc đảm bảo một thỏa thuận như vậy và vẫn là một cầu thủ Athletic vào lúc đóng cửa của thị trường chuyển nhượng, mâu thuẫn vốn đã phát triển giữa anh và quản lý câu lạc bộ. Martínez và Llorente - được cho là hai cầu thủ quan trọng nhất trong 5 mùa trước - phải đối mặt với tình trạng phản bội người hâm mộ khi họ tìm đường ra đi, mà không đồng ý cải thiện để hòa hợp.
Tình hình là phức tạp hơn nữa khi Marcelo Bielsa có một bất đồng lớn với các nhà thầu thực hiện việc cải thiện sân tập CLB Lezama. ông cảm thấy họ không phù hợp, chi phí lại đắt đỏ và chậm tiến độ, do đó hủy chuyến chuẩn bị trước mùa giải của ông với đội. Các tranh chấp trở thành một cuộc ẩu đả, tiếp theo Bielsa tuyên bố chỉ trích công việc - mà hệ thống phân cấp câu lạc bộ có phần tách mình ra. Đã có giai đoạn, huấn luyện viên người Argentina dường như đã rời vị trí của mình, và mặc dù vấn đề này cuối cùng đã được giải quyết,nó không phải là bầu không khí tích cực của câu lạc bộ mong muốn khi mùa giải tiếp mới sắp bắt đầu. Tiền đạo giàu kinh nghiệm Aritz Aduriz trở về từ Valencia CF và Ismael López là bản hợp đồng mới khác. Cùng với việc bán Javi Martinez, lão hóa đội hình bởi Koikili, Igor Gabilondo và Aitor Ocio vào cuối mùa giải, họ theo dõi cầu thủ chạy cánh David López và hậu vệ Ustaritz vào ngày cuối cùng của thị trường chuyển nhượng.
Với bối cảnh không chắc chắn này, cùng với chấn thương của một số cầu thủ trong đội hình có lẽ không ngạc nhiên khi Athletic bắt đầu mùa giải của họ với một số kết quả nghèo nàn. Không có sự hiện diện của Llorente, mặc dù Aduriz có khả năng, các chiến thuật sử dụng các cầu thủ được coi là tiền vệ phòng thủ để tăng cấp độ kỹ thuật chung của đội bóng được xem là phản tác dụng phần nào khi đối thủ tạo ra cơ hội một cách dễ dàng đến mức báo động. Trong 8 trận đấu đầu tiên của họ (4 ở La Liga và 4 ở vòng sơ loại Europa League), Athletic ghi được 21 bàn thắng nhưng thủng lưới tới 18. Tiền vệ triển vọng Iñigo Ruiz de Galarreta cũng kết thúc mùa giải sớm với một chấn thương dây chằng trước.
Mặc dù Athletic tham gia vòng bảng Europa League, họ đã có nguy cơ bị loại khi chỉ giành một điểm duy nhất trong bốn trận đầu tiên. Tại Copa del Rey, Athletic bối rối ở sân nhà khi họ bị đánh bại trong trận mở màn bởi SD Eibar - câu lạc bộ như là công ty con Athletic Bilbao. Bilbao bị loại một cách không thể ngẩng đầu lên được bởi một đội bóng yếu hơn của xứ Basque. Trớ trêu thay, một cựu cầu thủ Athletic Bilbao, Mikel Arruabarrena, ghi bàn thắng loại câu lạc bộ cũ của mình. Một tuần trước đó, tại trận đấu cuối cùng ở Cúp châu Âu,trên sân vận động của Sparta Prague họ có một trận hòa 0-0.
Mặc dù chỉ còn lại một giải đấu để tập trung vào,Athletic vẫn bất thường. Họ vẫn tiếp tục chiếm ưu thế kiểm soát bóng và tạo cơ hội, vấn đề công làm thủ phá bởi gây ra sự mệt mỏi khiến thủng lưới và nhiều và hơn nữa số điểm họ giành được giảm. Tại San Mames, họ chiến thắng Atlético Madrid sau thất bại trước Zaragoza và Rayo và tiếp theo là khủng hoảng sâu hơn nữa khi để Espanyol đánh bại (0-4) và thua Real Sociedad, và chiến thắng Osasuna, Valencia và Granada trong tháng ba, do đó giảm lo ngại về nguy cơ xuống hạng. Với hậu vệ Fernando Amorebieta bị chấn thương, sau đó ra khỏi đội hình chính thức và rời khỏi câu lạc bộ, Bielsa đôn hậu vệ trẻ người Pháp Aymeric Laporte lên như một sự thay thế tiềm năng. Sự thiếu kinh nghiệm khiến cho anh này dẫn đến một số sai lầm (và hai thẻ đỏ) mặc dù tốc độ và kỹ năng của anh này có tiềm năng trong tương lai. Laporte đã ký một hợp đồng dài hạn với câu lạc bộ.
Athletic bất bại trong tháng Tư và đầu tháng Năm (bao gồm cả trận hòa với Barcelona), và do kết quả kém từ các đối thủ, họ có khả năng đủ điều kiện tham dự cúp châu Âu một lần nữa bất chấp tất cả những khó khăn của mùa giải. Tuy nhiên niềm tin dập tắt trong thất bại 0-1 đến một UD Levante, và trận đấu đó là tổng kết mùa giải: tiềm năng đáng kể và mang niềm hy vọng của sự thành công với bối cảnh của niềm tự hào truyền thống trong một đấu trường mang tính biểu tượng đó sẽ sớm được phát triển, nhưng cuối cùng kết thúc với một kết quả đáng thất vọng không đạt kì vọng, được sự phấn khích của các mùa giải trước và sự đồng thuận của cả câu lạc bộ và và người hâm mộ có thể nhìn ra đây là một đội hình các cầu thủ và huấn luyện viên đã có thể thực hiện tốt hơn.
Những điểm sáng trong chiến dịch áp đảo thuộc về Athletic Bilbao, mà cầu thủ trẻ thực hiện tốt trong suốt mùa giải và thăng hạng Liga Adelante, nuôi hy vọng một số đội hình có thể cung cấp nhiều hơn cầu thủ dự phòng khẩn cấp cho đội bóng sau mùa giải. Các một điều chắc chắn sẽ là Athletic sẽ được chơi trong một sân vận động mới, San Mames Barria, mặc dù trong một trạng thái chưa hoàn thành một phần.
Fernando Llorente rời câu lạc bộ tới Juventus sau khi hội đồng quản trị Athletic liên tục bác bỏ các lựa chọn của bất kỳ bản hợp đồng nào liên quan đến một khoản phí trong kỳ chuyển nhượng mùa đông, ngôi sao này ngồi trên ghế dự bị ở Athletic và mất phong độ. Amorebieta, người cũng không đóng vai trò quan trọng trong các kế hoạch sau này, chuyển tới Fulham.

## Thành tích
- Vô địch Tây Ban Nha (La Liga): 8
  - 1929–30, 1930–31, 1933–34, 1935–36, 1942–43, 1955–56, 1982–83, 1983–84
- Cúp Nhà vua (Copa del Rey): 24
  - 1903, 1904, 1909, 1911, 1914, 1915, 1916, 1921, 1923, 1930
  - 1931, 1932, 1933, 1943, 1944, 1944–45, 1949–50, 1955, 1956, 1958
  - 1969, 1972–73, 1983–84, 2023–24
- Siêu cúp bóng đá Tây Ban Nha: 4
  - 1950, 1984, 2015, 2021
- Cúp UEFA: 
  - Á quân (2): 1976–1977, 2011–2012

## Cầu thủ

### Đội hình hiện tại
Tính đến ngày 30/8/2024
Ghi chú: Quốc kỳ chỉ đội tuyển quốc gia được xác định rõ trong điều lệ tư cách FIFA. Các cầu thủ có thể giữ hơn một quốc tịch ngoài FIFA.
| Số | VT | Quốc gia    | Cầu thủ                    |
| -- | -- | ----------- | -------------------------- |
| 1  | TM | Tây Ban Nha | Unai Simón                 |
| 2  | HV | Tây Ban Nha | Andoni Gorosabel           |
| 3  | HV | Tây Ban Nha | Dani Vivian                |
| 4  | HV | Tây Ban Nha | Aitor Paredes              |
| 5  | HV | Tây Ban Nha | Yeray Álvarez              |
| 6  | TV | Tây Ban Nha | Mikel Vesga                |
| 7  | TV | Tây Ban Nha | Álex Berenguer             |
| 8  | TV | Tây Ban Nha | Oihan Sancet               |
| 9  | TĐ | Ghana       | Iñaki Williams (đội phó)   |
| 10 | TĐ | Tây Ban Nha | Nico Williams              |
| 11 | TĐ | Tây Ban Nha | Álvaro Djaló               |
| 12 | TĐ | Tây Ban Nha | Gorka Guruzeta             |
| 13 | TM | Tây Ban Nha | Julen Agirrezabala         |
| 14 | HV | Tây Ban Nha | Unai Nuñez (mượn từ Celta) |

| Số | VT | Quốc gia    | Cầu thủ                      |
| -- | -- | ----------- | ---------------------------- |
| 15 | HV | Tây Ban Nha | Iñigo Lekue                  |
| 16 | TV | Tây Ban Nha | Iñigo Ruiz de Galarreta      |
| 17 | HV | Tây Ban Nha | Yuri Berchiche               |
| 18 | HV | Tây Ban Nha | Óscar de Marcos (đội trưởng) |
| 19 | TĐ | Tây Ban Nha | Javier Martón                |
| 20 | TV | Tây Ban Nha | Unai Gómez                   |
| 21 | TV | Tây Ban Nha | Ander Herrera                |
| 22 | TĐ | Tây Ban Nha | Nico Serrano                 |
| 23 | TV | Tây Ban Nha | Mikel Jauregizar             |
| 24 | TV | Tây Ban Nha | Beñat Prados                 |
| 26 | TM | México      | Álex Padilla                 |
| 32 | HV | Tây Ban Nha | Adama Boiro                  |
| 33 | TĐ | Tây Ban Nha | Aingeru Olabarrieta          |

### Đội dự bị
Ghi chú: Quốc kỳ chỉ đội tuyển quốc gia được xác định rõ trong điều lệ tư cách FIFA. Các cầu thủ có thể giữ hơn một quốc tịch ngoài FIFA.
| Số | VT | Quốc gia    | Cầu thủ             |
| -- | -- | ----------- | ------------------- |
| 28 | TV | Tây Ban Nha | Peio Canales        |
| 29 | TV | Tây Ban Nha | Beñat Gerenabarrena |

| Số | VT | Quốc gia    | Cầu thủ          |
| -- | -- | ----------- | ---------------- |
| 30 | HV | Tây Ban Nha | Aimar Duñabeitia |
| 34 | TM | Tây Ban Nha | Oier Gastesi     |

### Cho mượn
Ghi chú: Quốc kỳ chỉ đội tuyển quốc gia được xác định rõ trong điều lệ tư cách FIFA. Các cầu thủ có thể giữ hơn một quốc tịch ngoài FIFA.
| Số | VT | Quốc gia | Cầu thủ |
| -- | -- | -------- | ------- |

## Trang phục áo đấu
| 1903 | 1910 | 1913 | 1950 | 1970 | 1982 | 1996 | 2004 | 2009 |
| ---- | ---- | ---- | ---- | ---- | ---- | ---- | ---- | ---- |
|      |      |      |      |      |      |      |      |      |

## Nhà tài trợ
| Giai đoạn | Nhà sản xuất trang phục | Nhà tài trợ áo đấu |
| --------- | --- | ------------------ |
| 1982–1990 | Adidas | Không có           |
| 1990–1999 | Kappa | Không có           |
| 1999–2001 | Adidas | Không có           |
| 2001–2008 | 100% Athletic | Không có           |
| 2008–2009 | 100% Athletic | Petronor           |
| 2009–2013 | Umbro | Petronor           |
| 2013–     | Nike Nhà sản xuất trang phục thi đấu Umbro có trụ sở tại Anh đã chịu trách nhiệm cung cấp cho đội vào năm 2009, sau khi đồng ý một hợp đồng dài hạn sẽ hết hạn vào năm 2017. Tuy nhiên, kể từ khi Nike bán công ty con Umbro, bộ quần áo thi đấu sẽ do Nike sản xuất từ mùa giải 2013–14 trở đi. | Petronor           |